# Podůlšany
Podůlšany är en ort i Tjeckien.   Den ligger i regionen Pardubice, i den centrala delen av landet, 90 km öster om huvudstaden Prag. Podůlšany ligger 230 meter över havet och antalet invånare är 148.
Terrängen runt Podůlšany är platt.Runt Podůlšany är det tätbefolkat, med 659 invånare per kvadratkilometer. Närmaste större samhälle är Hradec Králové, 11,2 km nordost om Podůlšany. Runt Podůlšany är det i huvudsak tätbebyggt.